# Профсоюзное движение в Италии
Профсоюзное движение в Италии — составная часть итальянского рабочего движения, совокупность организаций в Италии, представляющих интересы работников.

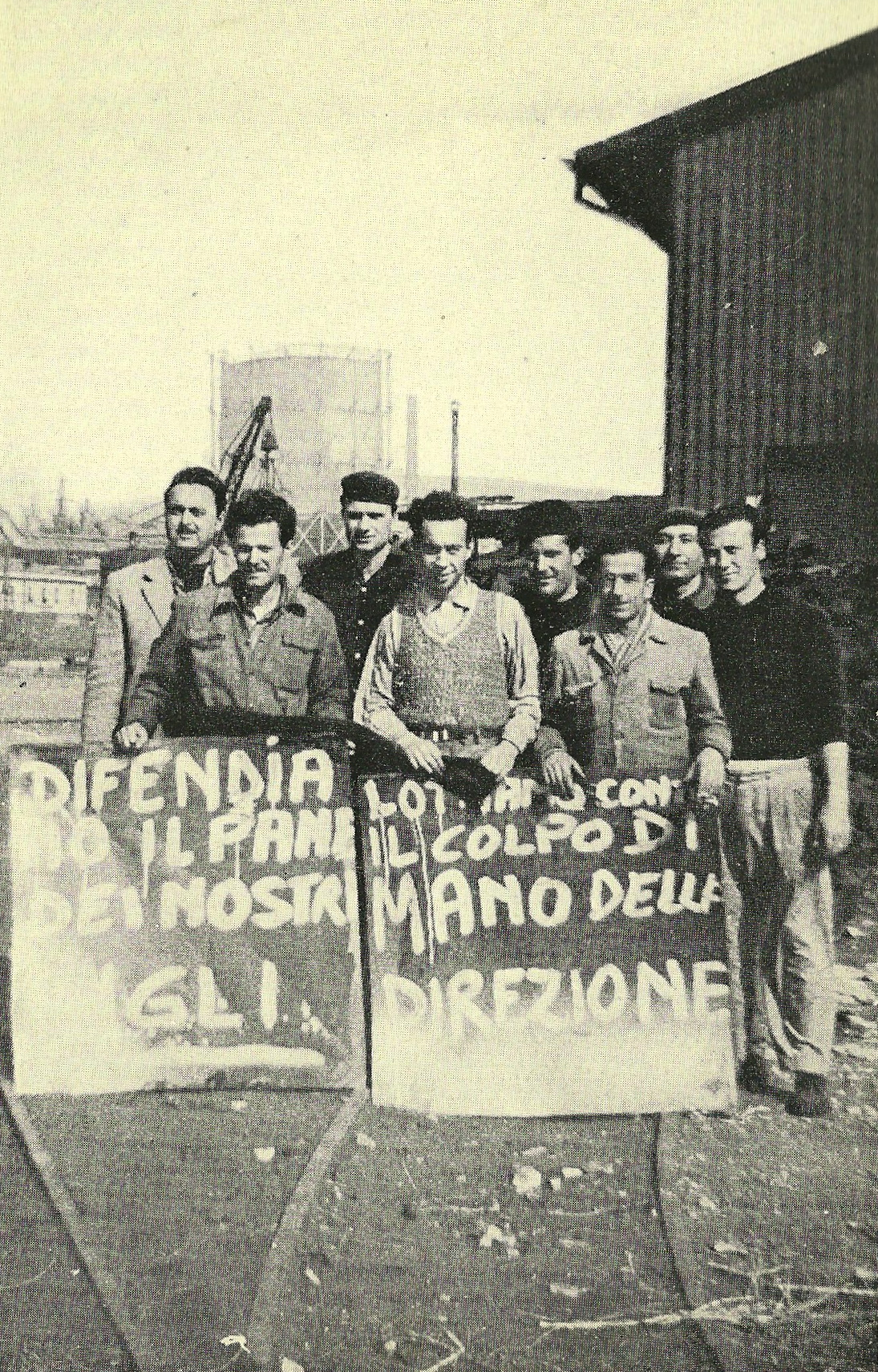
Рабочие сталелитейного завода «Ла Магона» во время оккупационной забастовки, 1953 год

## История

### Создание и становление
Рабочие организации в Италии стали возникать в 1850-х годах в виде обществ взаимопомощи. Так, в 1853 году было создано общество взаимопомощи в Асти, а к 1860 году в Милане насчитывалось около 150 обществ взаимопомощи. Первой попыткой объединения профсоюзов стала созданная в 1882 году Итальянская рабочая партия, которая по структуре была ближе к профсоюзной конфедерации, а не к политической партии. В 80—90-х формируются общенациональные отраслевые профсоюзы типографов, металлистов, металлургов и лесорубов. В последнее десятилетие XIX века численность профсоюзных организаций составляла около 150 тысяч человек. Однако, большую роль в итальянском рабочем движении в XIX веке играли палаты труда — организации, фокусирующиеся на оказании рабочим материальной помощи, содействии в поиске работы, обучении. В 1893 году на съезде в Парме была создана общенациональная Федерация палат труда. К середине 1890-х годов, из-за нарастающих репрессий со стороны государства, палаты труда радикализировались, начав координировать протесты рабочих. В то же время, профсоюзные организации начали отмежеваться от политических партий, в частности от Итальянской социалистической партии (ИСП). Данное обособление в дальнейшем определило влияние революционного синдикализма и анархо-синдикализма на итальянское профдвижение, усилившееся с начала XX века.
В 1906 году, по инициативе социалистов, была создана Всеобщая конфедерация труда (ВКТ) — первый национальный профсоюзный центр в Италии. 1908 год отметился подъемом забастовочного движения. При участии анархо-синдикалистских союзов в Парме было проведено 34 забастовки сельскохозяйственных рабочих. Кульминацией стала весенняя забастовка 30 тысяч аграриев, подавленная войсками и полицией. Руководство ИСП и ВКТ отстранилось от проведения стачек в этот период. С 1911 года забастовочная борьба вновь оживилась, стачки сельскохозяйственных рабочих охватили 133 тысячи человек, проводились длительные забастовки на рудниках Эльбы, предприятиях Пьомбино, заводе Fiat в Турине. При этом, более половины общего числа стачек проводились на мелких предприятиях и охватывали лишь треть всех бастовавших рабочих в этот период.
Подъем забастовочного движения в этот период во многом был связан с подготовкой итальянского государства к итало-турецкой войне. «Революционная фракция» в ИСП и ВКТ, оказав давление на реформистское руководство партии и профсоюза, вынудило Всеобщую конфедерацию труда провести антивоенную 24-часовую всеобщую забастовку 27 сентября 1911 года. Наибольший успех выступления имели в Генуе, Милане, Реджане. Однако, действия ВКТ никак не помешали итальянскому правительству вступить в войну через 29 сентября. В течение всей войны, итальянский рабочий класс занимал антивоенную позицию, которая принимала форму митингов, демонстраций, пропаганды отказа от военной службы, дезертирства. Крупными антивоенными центрами стали Турин и Милан. Однако, руководство ВКТ отказывалось от участия в антимилитаристских акциях на протяжении всей войны. Период итало-турецкой войны характеризуется снижением авторитета ВКТ. Так, например, треть забастовок в 1912 году проходило без участия профсоюзных организаций. В этом же году, был создан Итальянский синдикальный союз (ИСС), стоящий на позициях анархо-синдикализма и являющийся альтернативной ВКТ. Так же, перед Первой мировой войной развитие получили и католические профсоюзы, действовавшие в основном в Ломбардии и Венеции, особенно в текстильной промышленности. Таким образом, в предвоенный период в итальянском профсоюзном движении сформировалось три течения: социалистическое, анархо-синдикалистское и католические.

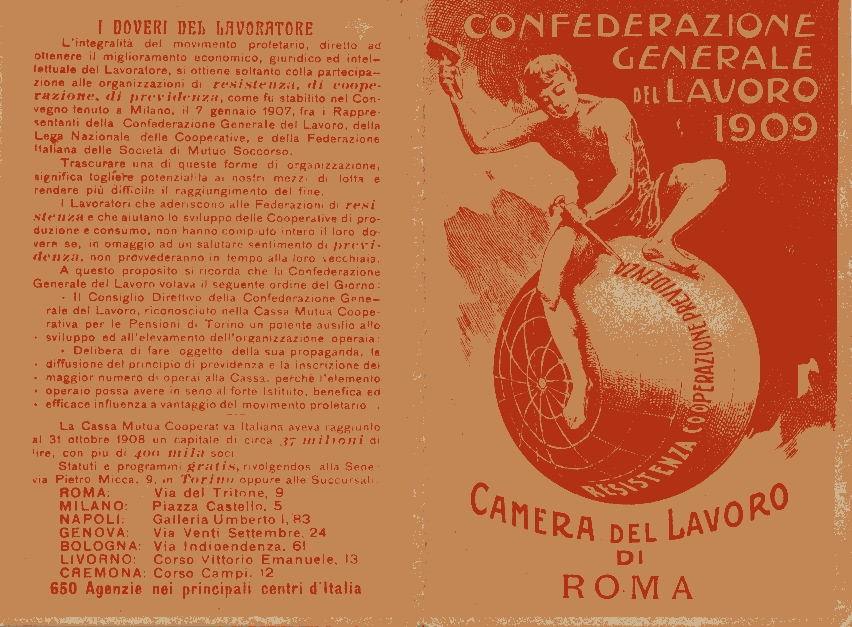
Карточкая Всеобщей конфедерации труда, 1909 год

В целом, профсоюзное и забастовочное движение стало больше смещаться в индустриально развитые регионы и охватывать фабрично-заводской пролетариат. Перед Первой мировой войной эпицентром рабочего движения также стали Турин и Милан. Особенно отмечалась 95-дневная стачка в автомобильной промышленности Турина в 1913 году, участники которой требовали расширения своих профсоюзных прав. За выступлением туринских рабочих последовала возглавленная синдикалистами стачка миланских рабочих.

### Первая мировая война
В июне 1914 года, перед началом Первой мировой войны, по всей Италии прошла так называемая «Красная неделя» — возглавляемая ИСП, ВКТ, анархо-синдикалистами, Итальянской республиканской партией всеобщая забастовка с антивоенными лозунгами. В Риме, Милане, Флоренции, Анконе забастовки переросли в столкновения с войсками, в Романье и Марке стачки переросли в восстания с объявлением республики. Движение охватило свыше 1 миллиона человек, но через неделю, прекратилось.
С началом Первой мировой войны итальянский рабочий класс вновь занял антимилитаристскую позицию. В период с августа 1914 года по май 1915 года в стране не прекращались забастовки. В сентябре 1914 года состоялся съезд итальянских профсоюзных организаций, который призвал трудящихся использовать вызванный войной кризис для свержения буржуазных и монархических режимов. В августе 1914 года ИСП, ВКТ и ИСС провели совместную конференцию, на которой осудили возможное вступление Италии в войну. Однако, со вступлением Италии в войну, руководство ВКТ отказалось от своей антивоенной позиции, начав активно сотрудничать с государством и предпринимателями. Однако, несмотря на милитаристскую позицию руководства ВКТ, широкий отклик среди рядовых членов конфедерации получила Циммервальдская конференция, по результатам которой 300 тысяч членов ВКТ присоединилось к Циммервальдскому движению.
Также, после вступления в войну, положение профсоюзного движения в Италии ухудшилось в связи с изданием декрета о промышленной мобилизации, по которому рабочие предприятий, выполняющий военный заказ, теряли право бастовать, менять работу, а за дисциплинарные проступки могли быть осуждены как за дезертирство. Однако, данный декрет не запрещал бастовать работникам других предприятий. Так, в 1915 году в Италии прошло 539 стачек с участием 132 тысяч человек.

### Межвоенный период

#### «Красное двухлетие»
По окончании Первой мировой войны в Италии наступил экономический кризис. Из-за ухудшения ситуации в экономике и под влиянием революции в России, в стране начался период под названием «Красное двухлетие» — подъём рабочего движения, сопровождающийся захватом фабрик и созданием рабочих советов. По официальным данным, только в 1919 году в Италии прошла 1871 забастовка (в 6 раз больше, чем 1918 году), число участников стачек составляло более 1,5 миллиона. Во время «Красного двухлетия» особенно отметилась Итальянская федерация металлистов (ФИОМ), входящая в ВКТ. ФИОМ организовала двухмесячную забастовку за 8-часовой рабочий день, в которой участвовало 200 тысяч металлистов из Ломбардии, Лигурии и Эмилии.
В ходе стачечной борьбы также росла численность профсоюзов. Число членов ВКТ в 1919 году увеличилось в 4 раза по сравнению с 1918 годом и составило более 1 миллиона членов, численность Итальянского синдикального союза возросла до 600 тысяч членов. Общее число организованных рабочих составило 3,8 миллиона и было почти в 5 раз больше, чем до войны.

Существенное влияние на профсоюзное движение этого периода оказала Октябрьская революция. Например, первомайские стачки и демонстрации в 1919 году проходили под лозунгом «Последуем примеру России! Да здравствует социализм!». Во время забастовки на заводе Fiat, председатель фабрично-заводского комитета, выступая перед рабочими, заявил: 
Мы не должны ограничиваться возгласами «Да здравствует Россия!»; необходимо последовать примеру русских рабочих и крестьян. Надо сделать так, как они нас учат, — взять власть в свои руки и удержать ее, жертвуя собой, как они жертвуют собою
В 1919 году, при участии Итальянского профсоюза моряков и под руководством Джузеппе Гилетти был захвачен корабль «Персия» с оружием на борту, предназначенным для Белого движения. Целью похищения было не только недопущение поставки оружия в Россию и поддержка большевиков в Гражданской войне, но и поддержка Республики Фиуме, в которую впоследствии и было доставлено оружие.

#### Фашистская диктатура
«Красное двухлетие» сменилось на «чёрное двухлетие», характеризующееся увеличением влияния фашистских (в том числе и военизированных) организаций в Италии c 1921 по 1922 год. В первом полугодии 1921 года фашистские военизированные группировки разгромили 119 палат труда и 28 комитетов профсоюзов. Увеличение количества погромов первичных профсоюзных организаций вынудило руководство ВКТ подписать 3 августа 1921 года пакт умиротворения с фашистами, подразумевающий под собой взаимный отказ от акций прямого действия.
С увеличением влияния фашистских организаций и созданием Национальной фашистской партии, у представителей крайне правого крыла возникла потребность в создании фашистского профсоюза. В 1921 году была создана Национальная конфедерация профсоюзных корпораций, численность которой к 1922 году составила около 1 миллиона членов.
После прихода Муссолини к власти, начались репрессии против профсоюзных организаций. К декабрю 1924 года численность ВКТ сократилась до 270 тысяч. При этом, насаждались фашистские профсоюзы, членство в которых гарантировало трудоустройство.  В 1927 году руководство ВКТ объявило о самороспуске, а часть бывших руководителей конфедерации создали сотрудничающее с фашистским режимом «Общество изучения проблем труда». Не согласные с самороспуском ВКТ анархистские и коммунистические профсоюзные деятели воссоздали конфедерацию в подполье. Реформистские профсоюзные деятели, эмигрировавшие во Францию, также заявили о воссоздании ВКТ под руководством заграничного центра. С тех пор действовало два одноименных итальянских профсоюзных объединения.
21 апреля 1927 года Большим фашистским советом была принята Хартия труда, которая фактически запрещала все нефашистские профсоюзы. Несмотря на запрет независимых профсоюзов, рабочие продолжали проводить стачки. В 1930 году 10 тысяч текстильщиц провели восьмидневную забастовку против понижения заработной платы. В 1933 году состоялось около 100 забастовок, в период с 1934 по 1937 год ежегодно проводилось около 70 забастовок.

### Вторая мировая война

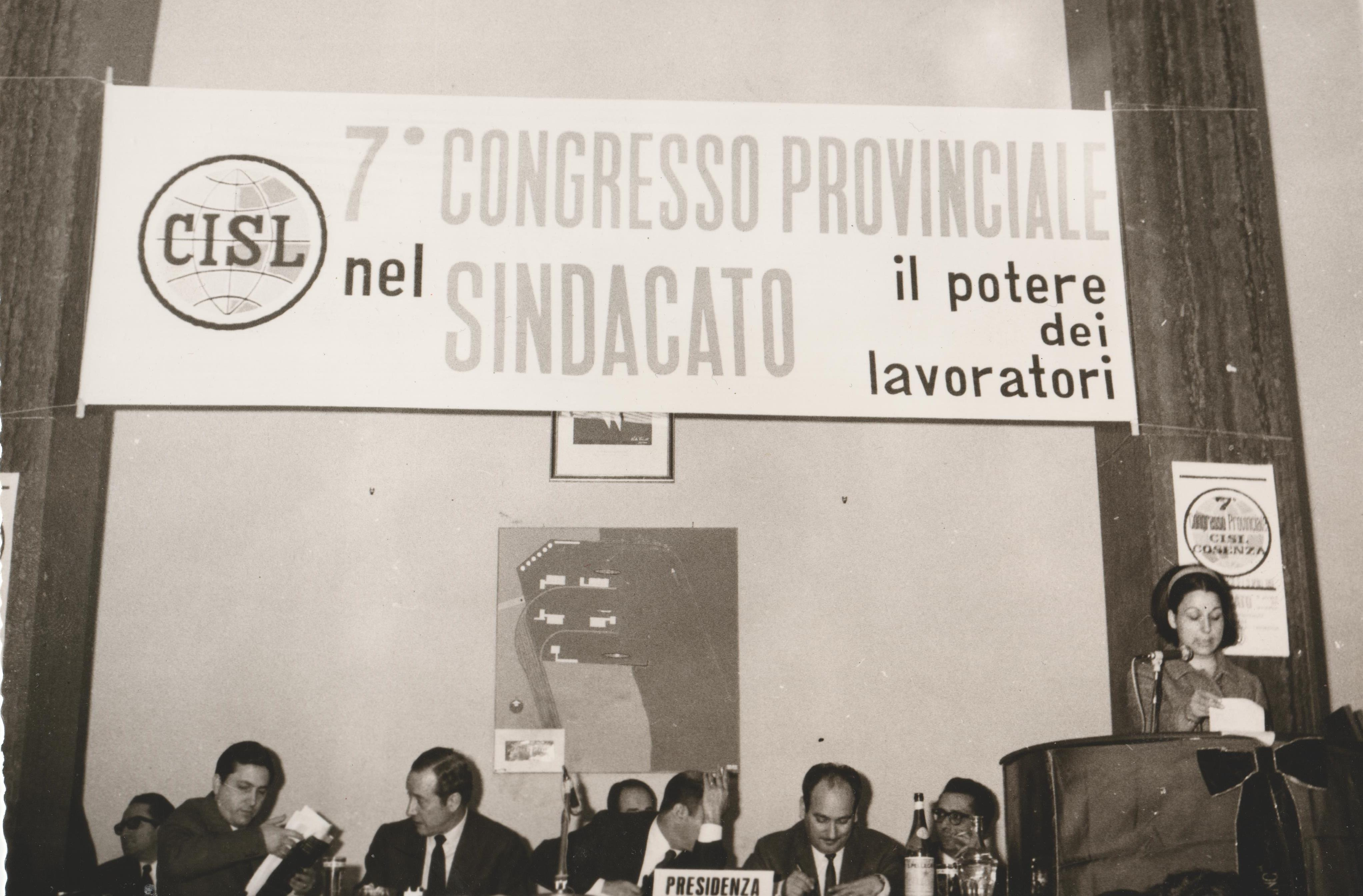
Съезд Итальянской конфедерации профсоюзов трудящихся

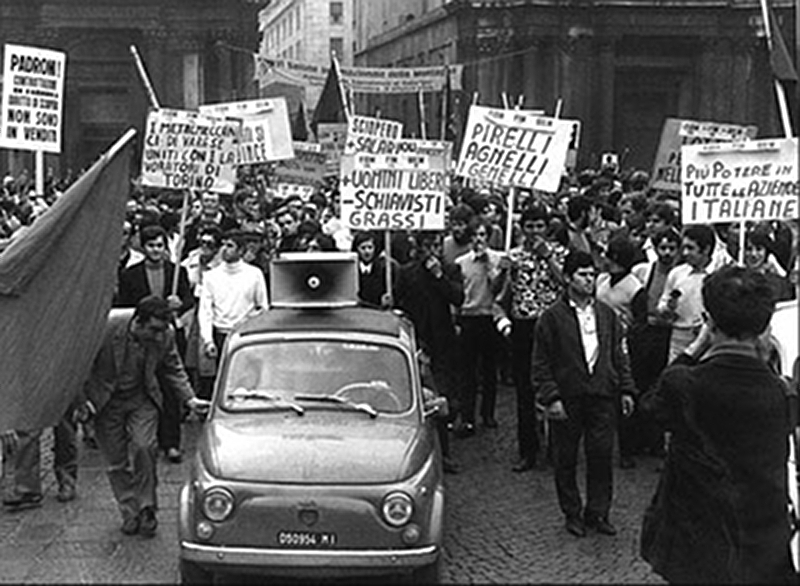
Протесты металлистов в Турине «Жаркой осенью» 1969 года.

Во время Второй мировой войны подпольные профсоюзы и рабочие организации являлись неотъемлемой частью антифашистского Сопротивления. С 1942 года в Италии расширялось забастовочное движение. С 1943 года экономические забастовки стали перерастать в политические. В марте 1943 года на севере Италии прошла всеобщая забастовка, в которой участвовала более 300 тысяч человек. В марте 1944 года страну охватили новая забастовочная волна, в которой участвовало около 1 миллиона рабочих и которая была организована Всеобщей итальянской конфедерацией труда (ВИКТ). Забастовочная волна послужила прелюдией к окончательному свержению Муссолини и созданию в апреле 1944 года первого коалиционного антифашистского правительства в Южной Италии. В апреле 1945 года в Итальянской социальной республике началась всеобщая политическая забастовка, которая стала прологом для апрельского восстания, которое окончательно положило конец фашизму в Италии.

### После Второй мировой войны
После окончания войны, ВИКТ непродолжительное время оставался единственным национальный профсоюзным центром, объединяющим в себе различные политические направления. ВИКТ была создана в 1944 году лидерами коммунистических, социалистических и католических профсоюзов после подписания «Римского пакта». В 1948 году из ВИКТ вышло католическое течение, создав Итальянскую конфедерацию профсоюзов трудящихся. В 1949 году из ВИКТ вышли социал-демократы и республиканцы, образовав в 1950 году Итальянский союз труда. Создание отколовшихся от ВИКТ профсоюзных центров проводилось при помощи американского профсоюзного движения, которое действовало в сотрудничестве с ЦРУ. Несмотря на раскол, ВИКТ оставалась крупнейшей итальянской профсоюзной конфедерацией с более чем 4 миллионами членов.
1950-е годы отметились уменьшением влияния ВИКТ в связи с экономическим подъемом в Италии. Повышение оплаты труда сбило накал борьбы, что позволило на таких предприятиях как Fiat создать жёлтые профсоюзы.
В 1960-х годах, на фоне экономического спада, начались дискуссия о возможности объединения трех крупнейших профсоюзных центров Италии — ВИКТ, ИКПТ и ИСТ. Причиной такой дискуссии стала совместная забастовка трех отраслевых федераций металлистов в 1966 году. В 1969 году в Италии прошло 3788 забастовок, в которых приняло участие более 7 миллионов человек. Момент 1969—1970 годов известен как «Жаркая осень»: пик рабочей и студенческой борьбы, в том числе за новые условия коллективных трудовых соглашений и расширение прав рабочих организаций. В 1970 году был принят «Статут трудящихся», официально зафиксировавший права профсоюзов
В 1972 году ВИКТ, ИКПТ и ИСТ образовали единую Федерацию (Federazione CGIL—CISL—UIL). Выступая единым фронтом, профсоюзы упрочили свои позиции, добившись в 1974 году отставки правоцентристского правительства, повышения пенсий и семейных пособий. Федерация ВИКТ-ИКПТ-ИСТ просуществовала до лета 1984 года и распалась из-за разногласий между конфедерациями по вопросу декрета правительства премьера от ИСП Кракси «О стоимости рабочей силы» («Декрета Дня святого Валентина»). Политика правых правительств Берлускони, направленная на сокращение социальных бюджетных расходов, привела к возобновлению сотрудничества трёх профобъединений.

## Структура и численность
|                        | 1980 | 1990 | 2000 | 2010 |
| ---------------------- | ---- | ---- | ---- | ---- |
| Плотность членства в % | 48   | 39   | 35   | 36   |
| Охват переговорами в % | 85   | 83   | 80   | 85   |

Основными профсоюзными конфедерациями в Италии являются:
- Всеобщая итальянская конфедерация труда
- Итальянская конфедерация профсоюзов трудящихся
- Итальянский союз труда

Из других крупных профсоюзных ассоциаций можно выделить:
- Всеобщий союз труда
- Итальянская конфедерация свободных рабочих профсоюзов[итал.]
- Конфедерация автономных профсоюзов рабочих[итал.]

Что касается численности, то с 1980-х годов плотность членства (доля занятых работников-членов профсоюзов) в Италии снизилась на 12%. При этом, несмотря на понижение плотности членства, уровень охвата коллективными переговорами остается на уровне 85 %.